# Бастионы Москвы

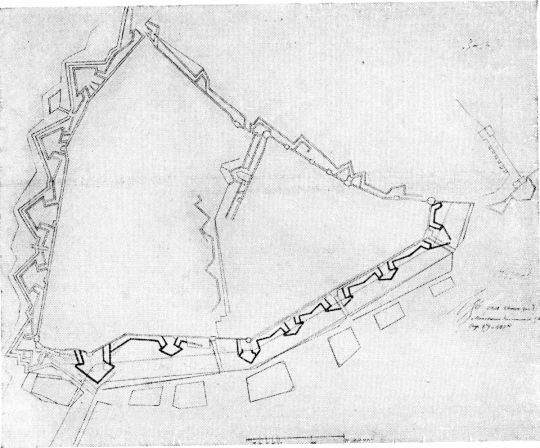
Земляные бастионы Петра I вокруг Кремля и Китай-города в 1781 году

Бастионы Москвы — название земляных, оборонительных укреплений в Москве.

## История
В начале XVIII века имелась опасность прорыва шведской армии во главе короля Карла XII к Москве. Чтобы противостоять данной угрозе, император Пётр I 6 мая 1707 года издал указ о сооружении бастионных земляных укреплений перед стенами Кремля и Китай-города.
Строительство фортификаций проводилось в 1707—1708 годах. Для этого было привлечено почти 30 тысяч жителей города Москвы. От каждого двора для строительства назначалось по двое мужчин.
В итоге: у стен, находящихся по реке Неглинная, Кремля возведено пять бастионов. У стен, проходящих по Москве-реке, построено пять бастионов. На Красной площади насыпали вал и вырыли ров. Из реки Неглинная вода протекала в нововырытом рву. Спасские ворота и Никольские ворота построены защитные сооружения. Вокруг стены Китай-города возведено 10 бастионов, вырыт ров, вода в который поступала из вод под Лубянской площади.
К XIX веку защитные сооружения у Кремля и Китай-города были разобраны. С 1819 года по 1823 год бастионы срыты. Вместо них, у Кремля, построен Александровский сад, а у Китай-города построено кольцо площадей. Части оборонительных укреплений остались в Алесандровском саду, у Оружейной башни Кремля.